# Члени ВУЦВК 10-го скликання
Всеукраїнський Центральний Виконавчий Комітет УСРР Х скликання
13 квітня 1927 року Х Всеукраїнський з’їзд Рад УСРР обрав Центральний Виконавчий Комітет УСРР Х скликання в складі 303 членів і 92 кандидатів.

### Члени ВУЦВК
| Прізвище, ім'я, по-батькові          | Посада | Примітки                  |
| ------------------------------------ | --- | ------------------------- |
| Адамчик Мечислав Йосипович           | |                           |
| Аксьонов Петро Степанович            | |                           |
| Акулов Іван Олексійович              | голова Всеукраїнської Спілки гірників |                           |
| Аліфанов Яків Трохимович             | |                           |
| Амосов Петро Пилипович               | голова Конотопського окрвиконкому |                           |
| Андрюха Іван Семенович               | |                           |
| Бабичев Семен Микитович              | |                           |
| Базулін Василь Іванович              | |                           |
| Баликін Семен Панасович              | |                           |
| Балицький Всеволод Аполлонович       | голова ДПУ УСРР, народний комісар внутрішніх справ УСРР                                                                                               |                           |
| Баранов Яків Оксентійович            | |                           |
| Баркова Антоніна Іванівна            | |                           |
| Бега Федот Федотович                 | голова Волинського окрвиконкому |                           |
| Берещанський Василь Миколайович      | |                           |
| Бєликов Яків Петрович                | голова Луганського окрвиконкому |                           |
| Белоусов Євдоким Павлович            | |                           |
| Блоха Пилип Кирилович                | |                           |
| Бовтун Олександр Панасович           | |                           |
| Бричкіна Марія Іванівна              | |                           |
| Брусенцов Михайло Андрійович         | |                           |
| Буздалін Сергій Феоктистович         | голова Харківського окрвиконкому |                           |
| Бурмуцький Микита Артемович          | |                           |
| Буряк Кирило Йосипович               | |                           |
| Буценко Панас Іванович               | секретар Президії ВУЦВК |                           |
| Валявко Василь Антонович             | голова Маріупольського окрвиконкому |                           |
| Варжало Мечислав Степанович          | |                           |
| Василенко Марко Сергійович           | голова Бердичівського окрвиконкому |                           |
| Вележинський Йосип Мар’янович        | |                           |
| Верба Олексій Іванович               | |                           |
| Власенко Саватій Панфілович          | |                           |
| Власенко Степан Наумович             | секретар Президії ВУЦВК |                           |
| Вовк Єпіфан Петрович                 | |                           |
| Волков Георгій Дмитрович             | |                           |
| Вольф Мойсей Михайлович              | начальник Центрального статистичного управління УСРР                                                                                                  |                           |
| Воронович Євстахій Павлович          | голова ЦВК Молдавської АСРР |                           |
| Гаврилов Іван Андрійович             | голова Дніпропетровського окрвиконкому |                           |
| Гапоненко Яків Федорович             | |                           |
| Гаркавий Ілля Іванович               | командир 8-го стрілецького корпусу |                           |
| Генкін (Зейферт) Олександр Борисович | голова правління Вукоопспілки УСРР |                           |
| Гладишева Василина Федорівна         | |                           |
| Глазков Олексій Олександрович        | |                           |
| Гниленко Яків Лаврентійович          | |                           |
| Голишев Георгій Юхимович             | голова Коростенського окрвиконкому |                           |
| Головченко Сава Тимофійович          | |                           |
| Голубятніков Михайло Данилович       | голова Тульчинського окрвиконкому |                           |
| Гопнер Серафима Іллівна              | редактор газети «Всеукраїнський пролетар» |                           |
| Горбань Михайло Карпович             | голова Зінов’євського окрвиконкому |                           |
| Горбачов Омелян Григорович           | голова Всеукраїнського комітету профспілки металістів                                                                                                 |                           |
| Горлинський Кирило Іванович          | голова Білоцерківського окрвиконкому |                           |
| Городовиков Ока Іванович             | командир 1-го кінного корпусу Червоного козацтва |                           |
| Григоренко Андрій Савич              | |                           |
| Григор'єв Петро Петрович             | військовий командир 2-ї кавалерійської Чернігівської Червоного козацтва дивізії                                                                       |                           |
| Гриньов Захар Феодосійович           | |                           |
| Гриценко Терентій Савович            | |                           |
| Грязєв Іван Якович                   | секретар Партійної колегії Центральної контрольної комісії КП(б)У                                                                                     |                           |
| Гужвій Яків Євменович                | голова Роменського окрвиконкому |                           |
| Гукайкін Григорій Архипович          | |                           |
| Гулий Костянтин Макарович            | народний комісар праці УСРР |                           |
| Данилевич Федір Степанович           | голова Лубенського окрвиконкому |                           |
| Данилов Митрофан Маркович            | |                           |
| Демченко Микола Нестерович           | завідувач організаційно-розподільного відділу ЦК КП(б)У                                                                                               |                           |
| Дерев’янський Гнат Олексійович       | |                           |
| Доронін Василь Іванович              | секретар Всеукраїнської ради професійних спілок |                           |
| Дубовий Іван Наумович                | командира 14-го корпусу Українського військового округу                                                                                               |                           |
| Дудник Яким Минович                  | заступник голови Ради народних комісарів Української СРР, голова Державної планової комісії при РНК УСРР                                              |                           |
| Думайленко Йосип Якович              | |                           |
| Дьомичев Михайло Панасович           | командир і військовий комісар 1-ї кавалерійської Червоного козацтва Червонопрапорної дивізії                                                          |                           |
| Его Фрідріх Густавович               | голова Одеської окружної планової комісії, заступник голови виконавчого комітету Одеської окружної ради                                               |                           |
| Єременко Тетяна Павлівна             | |                           |
| Єфимов Дмитро Іванович               | народний комісар охорони здоров’я УСРР |                           |
| Журавльова Юхимія Антонівна          | |                           |
| Завіцький Герман Михайлович          | голова Харківської окружної контрольної комісії КП(б)У                                                                                                |                           |
| Зайцев Федір Іванович                | секретар Партійної колегії Центральної Контрольної Комісії КП(б)У                                                                                     |                           |
| Закондирін Іван Григорович           | голова Херсонського окрвиконкому |                           |
| Замилацький Григорій Савич           | військовий командир 25-ї стрілецької дивізії |                           |
| Запара Ольга Данилівна               | |                           |
| Заривайко Прокіп Авдійович           | директор Зінов'євського машинобудівного заводу «Червона зірка».                                                                                       |                           |
| Затонський Володимир Петрович        | заступник голови Ради народних комісарів УСРР, голова Центральної контрольної комісії ЦК КП(б)У, народний комісар робітничо-селянської інспекції УСРР |                           |
| Здітувецький Гнат Яцекович           | |                           |
| Зеленський Тимофій Петрович          | відповідальний секретар Червонозаводського райпарткому КП(б)У міста Харкова                                                                           |                           |
| Золотарьов Олександр Йосипович       | заступник голови Вищої ради народного господарства УСРР - начальник Економічного управління ВРНГ УСРР                                                 |                           |
| Зонберг Жан Францович                | командир 6-го стрілецького корпусу Українського військового округу                                                                                    |                           |
| Зюсь-Яковенко Яків Іванович          | |                           |
| Іваницька Надія Кирилівна            | |                           |
| Іванов Андрій Васильович             | член Президії ЦВК СРСР, секретар Союзної Ради ЦВК СРСР, заступник директора Інституту радянського будівництва.                                        | помер 10 червня 1927 року |
| Іванов Семен Варфоломійович          | заступник керуючого «Донвугілля» |                           |
| Ірченко Трохим Олексійович           | |                           |
| Ісаєв Василь Іванович                | |                           |
| Каганович Лазар Мойсейович           | генеральний секретар ЦК КП(б)У |                           |
| Калина Юхим Іванович                 | |                           |
| Камбур’ян Марко Іванович             | |                           |
| Каменський Василь Іванович           | |                           |
| Канторович Соломон Ілліч             | заступник народного комісара охорони здоров'я УСРР |                           |
| Капранов Микола Євдокимович          | голова Кременчуцького окрвиконкому |                           |
| Капуловський Іван Митрофанович       | |                           |
| Касяненко Євген Іванович             | редактор газети «Вісті ВУЦВК» |                           |
| Кацап Михайло Іванович               | |                           |
| Каширін Микола Дмитрович             | заступник командувача військ Українського військового округу                                                                                          |                           |
| Квятек Казимир Францович             | командир і військовий комісар 44-ї Київської стрілецької дивізії                                                                                      |                           |
| Кириченко Олексій Петрович           | |                           |
| Кириченко Степан Дмитрович           | голова Первомайського окрвиконкому |                           |
| Кімудріс Олександр Георгійович       | |                           |
| Кірнос Ілля Йосипович                | |                           |
| Кічмаренко Дементій Михайлович       | |                           |
| Клименко Іван Євдокимович            | секретар ЦК КП(б)У |                           |
| Кобець Павло Дем’янович              | |                           |
| Коваленко Сильвестр Кіндратович      | |                           |
| Кожухов Іван Кристанович             | голова Харківської міської ради |                           |
| Козирєв Трохим Тарасович             | |                           |
| Козіс Микола Леонтійович             | голова Кременчуцького окрвиконкому |                           |
| Колесник Ілля Павлович               | |                           |
| Колесников Володимир Іванович        | |                           |
| Конишев Олександр Дмитрович          | |                           |
| Конотоп Віктор Якович                | завідувач організаційно-інструкторського відділу ВУЦВК                                                                                                |                           |
| Коржиков Тит Михайлович              | голова Мелітопольського окрвиконкому |                           |
| Корінний Лот Григорович              | |                           |
| Корнюшин Федір Данилович             | відповідальний секретар Київського окружного комітету КП(б)У                                                                                          |                           |
| Коробка Василь Григорович            | |                           |
| Король Іван Олександрович            | |                           |
| Король Лука Оксентійович             | |                           |
| Косенко Юхим Львович                 | |                           |
| Косинський Йосип Касперович          | |                           |
| Косіор Йосип Вікентійович            | голова правління металургійного тресту «Південьсталь»                                                                                                 |                           |
| Криворучко Микола Миколайович        | військовий командир 2-го кавалерійського корпусу |                           |
| Крих Варфоломій Михайлович           | голова Шевченківського окрвиконкому |                           |
| Кроленкова Марія Олексіївна          | |                           |
| Крохмаль Олексій Пахомович           | |                           |
| Крупко Семен Никифорович             | голова Криворізького окрвиконкому |                           |
| Кузнецов Яків Петрович               | голова Чернігівського окрвиконкому |                           |
| Кузьменко Василь Денисович           | завідувач організаційного відділу Всеукраїнської ради професійних спілок                                                                              |                           |
| Кузьмиченко Марія Гаврилівна         | |                           |
| Кукарешников Павло Григорович        | |                           |
| Кучмін Іван Федорович                | начальник Політичного управління Українського військового округу                                                                                      |                           |
| Кушвід Родіон Григорович             | |                           |
| Лавриненко Мирон Германович          | |                           |
| Лазько Анастасія Григорівна          | |                           |
| Лапинський Венедикт Валер’янович     | |                           |
| Лебедєв Павло Павлович               | начальник штабу Українського військового округу |                           |
| Левкович Марія Остапівна             | відповідальний інструктор ЦК КП(б)У |                           |
| Левченко Микола Іванович             | керівник із вугільної промисловості |                           |
| Левченко Степан Денисович            | |                           |
| Левченко Федір Трохимович            | |                           |
| Легкий Володимир Степанович          | голова Сумського окрвиконкому |                           |
| Линок Владислав Карлович             | |                           |
| Лихачов Кузьма Васильович            | голова Ізюмського окрвиконкому |                           |
| Лісовик Олександр Григорович         | голова Артемівського окрвиконкому |                           |
| Ліхідченко Уляна Петрівна            | |                           |
| Ломов (Оппоков) Георгій Іполитович   | керуючий Державного тресту із виробництва і продажу кам'яного вугілля і антрациту «Донвугілля»                                                        |                           |
| Ломтєв Іван Ісайович                 | |                           |
| Любченко Олександр Макарович         | |                           |
| Любченко Панас Петрович              | голова Київського окрвиконкому |                           |
| Мазур Василь Дем’янович              | |                           |
| Макаров Іван Мартинович              | |                           |
| Маковський Василь Іванович           | |                           |
| Маковський Володимир Матвійович      | професор, ректор Дніпропетровського гірничого інституту                                                                                               |                           |
| Малига Христина Сергіївна            | |                           |
| Мануйленко Олександр Іларіонович     | голова Миколаївського окрвиконкому |                           |
| Марченко Олексій Петрович            | |                           |
| Мар'ясін Лев Юхимович                | заступник завідувача організаційно-розподільчого відділу ЦК КП(б)У                                                                                    |                           |
| Маслов Кузьма Олександрович          | голова Всеукраїнського комітету профспілки залізничників                                                                                              |                           |
| Маслюк Федір Гнатович ?              | голова Вінницького окрвиконкому |                           |
| Масюченко Іван Григорович            | |                           |
| Матвійченко Омелян Тимофійович       | |                           |
| Медведєв Олексій Васильович          | відповідальний секретар Дніпропетровського окружного комітету КП(б)У                                                                                  |                           |
| Митрофанов Олексій Олександрович     | |                           |
| Михеєнко Дмитро Олександрович        | відповідальний секретар Артемівського окружкому КП(б)У                                                                                                |                           |
| Михно Клавдія Йосипівна              | |                           |
| Мільчаков Олександр Іванович         | генеральний секретар ЦК ЛКСМУ |                           |
| Мірошниченко Степан Стратонович      | |                           |
| Мойсеєнко Костянтин Васильович       | відповідальний секретар Сталінського окружного комітету КП(б)У                                                                                        |                           |
| Морозов Петро Тихонович              | |                           |
| Мулін Валентин Михайлович            | командир і військовий комісар 7-го стрілецького корпусу                                                                                               |                           |
| Муха Клим Григорович                 | |                           |
| Муценек Ян Янович                    | голова Київської окружної Контрольної Комісії |                           |
| М'ягкий Володимир Андрійович         | голова Ніжинського окрвиконкому |                           |
| М'якотенко Михайло Григорович        | |                           |
| Наговський Пилип Микитович           | |                           |
| Нагорний Іван Остапович              | голова Старобільського окрвиконкому |                           |
| Наріжний Ілля Миколайович            | |                           |
| Насос Ілля Іванович                  | |                           |
| Негай Федір Іванович                 | |                           |
| Недзельський Андрій Филимонович      | |                           |
| Нейман Костянтин Августович          | командир 17-го стрілецького корпусу |                           |
| Нестеровський Никифор Абрамович      | командир 95-ї Первомайської стрілецької дивізії |                           |
| Нечипоренко Іван Трохимович          | |                           |
| Ніколаєв Іван Ілліч                  | |                           |
| Новиков Андрій Йосипович             | відповідальний секретар Вінницького окружного комітету КП(б)У                                                                                         |                           |
| Одинцов Олександр Васильович         | заступник народного комісара землеробства УСРР |                           |
| Окраїнчук Леонтій Григорович         | голова Проскурівського окрвиконкому |                           |
| Онанченко Андронік Давидович         | |                           |
| Онищенко Павло Іванович              | голова Запорізького окрвиконкому |                           |
| Опошнянський Георгій Лукич           | |                           |
| Осадчий Микола Семенович             | голова Шепетівського окрвиконкому |                           |
| Остроухов Ілля Павлович              | |                           |
| Ошарська Олена Дем’янівна            | |                           |
| Пасічник Іван Арсентійович           | |                           |
| Пастушенко Гаврило Васильович        | |                           |
| Петренко Василь Іванович             | |                           |
| Петров Михайло Якович                | |                           |
| Петровський Григорій Іванович        | голова Всеукраїнського Центрального Виконавчого Комітету (ВУЦВК)                                                                                      |                           |
| Петровський Данило Іванович          | постійний представник РНУ УСРР при РНК СРСР |                           |
| Піддячий Іван Абрамович              | |                           |
| Пілацька Ольга Володимирівна         | завідувач Центрального відділу робітниць і селянок (жіночого відділу) ЦК КП(б)У                                                                       |                           |
| Погорєлов Кузьма Антонович           | |                           |
| Подвиг Семен Петрович                | |                           |
| Покко Сильвестр Іванович             | голова Харківської окружної контрольної комісії |                           |
| Покорний Григорій Михайлович         | народний комісар соціального забезпечення УСРР |                           |
| Полоз Михайло Миколайович            | народний комісар фінансів УСРР |                           |
| Поляков Василь Васильович            | голова Головного концесійного комітету УСРР |                           |
| Поляков Никифор Іванович             | голова Глухівського окрвиконкому |                           |
| Пономаренко Василь Савелійович       | |                           |
| Пономарьов Степан Степанович         | |                           |
| Попко Варвара Папонівна              | |                           |
| Попов Микола Миколайович             | завідувач агітаційно-пропагандистського відділу ЦК КП(б)У.                                                                                            |                           |
| Порайко Василь Іванович              | народний комісар юстиції УСРР та генеральний прокурор УСРР                                                                                            |                           |
| Постишев Павло Петрович              | секретар ЦК КП(б)У та відповідальний секретар Харківського окружного комітету КП(б)У                                                                  |                           |
| Прокопенко Петро Федорович           | |                           |
| Пучко Мина Карпович                  | |                           |
| Пушкін Андрій Якович                 | |                           |
| Радченко Андрій Федорович            | голова Всеукраїнської республіканської рали профспілок                                                                                                |                           |
| Рекіс Олександр Олександрович        | голова Київської окружної державної планової комісії                                                                                                  |                           |
| Реут Михайло Венедиктович            | директор Київського міського комунального банку |                           |
| Рибніков Нісен Йосипович             | голова Одеської окружної Контрольної комісії — Робітничо-селянської інспекції                                                                         |                           |
| Рижов Володимир Костянтинович        | |                           |
| Руда Фекла Кузьмівна                 | |                           |
| Рудь Парасковія Павлівна             | |                           |
| Ручкін Іван Юхимович                 | |                           |
| Рязанов Федір Федорович              | голова Дніпропетровського міськвиконкому |                           |
| Садовська Олена Гордіївна            | |                           |
| Самойленко Анастасія Хомівна         | |                           |
| Самойлов Олександр Митрофанович      | голова Кам’янець-Подільського окрвиконкому |                           |
| Сапон Тихон Матвійович               | |                           |
| Семенов Борис Олександрович          | відповідальний секретар луганського окружного комітету КП(б)У                                                                                         |                           |
| Сербиченко Олександр Калістратович   | заступник голови Ради народних комісарів УСРР |                           |
| Скрипник Микола Олексійович          | народний комісар освіти УСРР |                           |
| Случок Юрій Онолосович               | |                           |
| Смирнов Михайло Ілліч                | голова Дніпропетровської окружної ради професійних спілок                                                                                             |                           |
| Сніжко Дмитро Микитович              | |                           |
| Сніжко Павло Минович                 | |                           |
| Совцов Яків Савич                    | |                           |
| Соколов Олександр Гаврилович         | відповідальний секретар Миколаївського окружного комітету КП(б)У                                                                                      |                           |
| Сокура Парасковія Борисівна          | |                           |
| Соловйов Іван Григорович             | голова Харківської окружної ради профспілок |                           |
| Сотникова Христина Максимівна        | |                           |
| Станіславська Тетяна Михайлівна      | |                           |
| Старий Григорій Іванович             | голова РНК Молдавської АРСР |                           |
| Старостін Микола Семенович           | |                           |
| Степанов Сергій Олександрович        | директор Дніпропетровського металургійного заводу імені Петровського                                                                                  |                           |
| Страшун Абрам Маркович               | |                           |
| Сулима Яків Васильович               | |                           |
| Суханенко Петро Якович               | |                           |
| Сухомлин Кирило Васильович           | голова Вищої ради народного господарства УСРР |                           |
| Таран Сава Дмитрович                 | відповідальний секретар Запорізького окружного комітету КП(б)У                                                                                        |                           |
| Тараненко Корній Семенович           | голова Всеукраїнської профспілки сільськогосподарських і лісових робітників                                                                           |                           |
| Тарасов іван Іванович                | |                           |
| Тендітник Андрій Григорович          | |                           |
| Терехов Роман Якович                 | заступник голови Центральної Контрольної Комісії КП(бУ - заступник народного комісара робітничо-селянської інспекції                                  |                           |
| Ткачов Захар Павлович                | |                           |
| Ткачов Іван Федорович                | командир 46-ї стрілецької дивізії |                           |
| Третьяков Микола Григорович          | голова Луганської міської ради |                           |
| Триліський Олекса Лукич              | голова Одеського окрвиконкому |                           |
| Трубников Кузьма Петрович            | |                           |
| Турчанінов Василь Якович             | |                           |
| Тутковський Павло Аполлонович        | академік, керівник Інституту геологічних наук АН УРСР                                                                                                 |                           |
| Ус Степан Панасович                  | |                           |
| Файнштейн Фаїна Хаїмівна             | |                           |
| Федоренко Мирон Степанович           | |                           |
| Фейзер Розіна Якубівна               | |                           |
| Фіалковський Захар Семенович         | голова Полтавського окрвиконкому |                           |
| Фінковський Олексій Іванович         | відповідальний інструктор ЦК КП(б)У |                           |
| Хайкін Гецель Менделейович           | |                           |
| Ходієв Макар Антонович               | |                           |
| Холод Лаврентій Васильович           | |                           |
| Хотєєва Марія Романівна              | |                           |
| Хромов Павло Борисович               | |                           |
| Цетва Іван Олександрович             | |                           |
| Цимбалюк Федір Григорович            | |                           |
| Цюпак Олександр Порфирович           | голова Прилуцького окрвиконкому |                           |
| Чегріньова Марфа Федорівна           | |                           |
| Чекаленко Яків Тимофійович           | голова Куп’янського окрвиконкому |                           |
| Чеклинський Вікентій Вікентійович    | |                           |
| Ченцов Василь Олександрович          | |                           |
| Черенов Дмитро Петрович              | |                           |
| Чернецов Іван Андрійович             | |                           |
| Чернишова Ольга Василівна            | |                           |
| Чернов Микита Васильович             | голова Артемівської окружної контрольної комісії – робітничо-селянської інспекції                                                                     |                           |
| Чернов Михайло Олександрович         | народний комісар внутрішньої торгівлі УСРР |                           |
| Чернявський Володимир Ілліч          | відповідальний секретар Одеського окружного комітету КП(б)У                                                                                           |                           |
| Чубар Влас Якович                    | голова Ради народних комісарів УСРР |                           |
| Чувирін Михайло Євдокимович          | відповідальний секретар Криворізького окружного комітету КП(б)У                                                                                       |                           |
| Швець Іван Микитович                 | |                           |
| Шкадінов Микола Іванович             | голова Сталінського окрвиконкому |                           |
| Шліхтер Олександр Григорович         | народний комісар земельних справ УСРР |                           |
| Шмідт Рудольф Францович              | |                           |
| Штромбах Ярослав Антонович           | |                           |
| Щербаков Василь Юхимович             | голова Маріупольської окружної контрольної комісії – робітничо-селянської інспекції                                                                   |                           |
| Щербина Максим Миколайович           | |                           |
| Щербина Микола Васильович            | |                           |
| Юхимець Макар Федорович              | |                           |
| Якір Йона Еммануїлович               | командувач військ Українського військового округу, уповноважений Наркомату військово-морських справ СРСР при РНК УСРР                                 |                           |
| Яременко Іларіон Пилипович           | |                           |
| Ярмолович Володимир Григорович       | |                           |
| Яцевський Іван Петрович              | голова Уманського окрвиконкому |                           |

### Кандидати в члени ВУЦВК
| Прізвище, ім'я, по-батькові          | Посада | Примітки |
| ------------------------------------ | --- | -------- |
| Александров Іван Олексійович         | |          |
| Ангелов Іван Степанович              | |          |
| Бариш Лука Кирилович                 | |          |
| Березін Олександр Йосипович          | заступник голови і завідувач організаційного відділу Всеукраїнської кооперативної спілки «Вукопспілки»     |          |
| Бєлов Йосип Олексійович              | |          |
| Бистрих Микола Михайлович            | командувач прикордонних військ ДПУ УСРР                                                                    |          |
| Білих Сергій Никонович               | |          |
| Богуцький Володимир Никифорович      | голова правління Українського сільськогосподарського банку                                                 |          |
| Василевський Станіслав Олександрович | |          |
| Вінников Трохим Степанович           | заступник голови ЦК незаможних селян УСРР                                                                  |          |
| Власенко Григорій Васильович         | |          |
| Войцехівський Юрій Олександрович     | голова правління Державного видавництва України                                                            |          |
| Волинцев Володимир Кирилович         | |          |
| Волковий Микола Єфремович            | |          |
| Гаврилін Іван Дмитрович              | завідувач адміністративного відділу Народного комісаріату внутрішніх справ УСРР                            |          |
| Гвоздецький Степан Павлович          | відповідальний секретар Білоцерківського окружного комітету КП(б)У                                         |          |
| Герасимов Микола Іванович            | завідувач позапланової інспекції Наркомату робітничо-селянської інспекції УСРР                             |          |
| Глейх Лідія Августівна               | |          |
| Головко Кіндрат Макарович            | |          |
| Горбунов Павло Петрович              | керуючий Всеукраїнської контори Державного банку СРСР                                                      |          |
| Добренко Костянтин Семенович         | |          |
| Доненко Микола Юхимович              | відповідальний секретар Волинського окружного комітету КП(б)У                                              |          |
| Драгомирецький Антін Григорович      | член правління Українського тресту сільськогосподарського будівництва                                      |          |
| Жуков Георгій Васильович             | |          |
| Заверюха Іван Максимович             | |          |
| Івахненко Дмитро Якович              | |          |
| Казановський Степан Іванович         | |          |
| Калінін Яків Феоктистович            | |          |
| Карлсон Карл Мартинович              | заступник голови ДПУ УСРР                                                                                  |          |
| Каттель Михайло Абрамович            | 1-й заступник голови Державної планової комісії при РНК УСРР                                               |          |
| Качур Василина Петрівна              | |          |
| Кир’якова Анастасія Олександрівна    | |          |
| Кисничан Федір Давидович             | |          |
| Клочко Петро Сергійович              | відповідальний секретар Полтавського окружного комітету КП(б)У                                             |          |
| Колісник Марія Іванівна              | |          |
| Краукліс Ян Криш'янович              | начальник Криворізького окружного відділу ДПУ                                                              |          |
| Кремлянський Микола Олександрович    | |          |
| Кубасов Борис Васильович             | завідувач організаційного відділу Харківського окружного комітету КП(б)У                                   |          |
| Кулик Ізраїль Юдович                 | письменник, заступник уповноваженого Народного комісаріату закордонних справ СРСР при РНК УСРР             |          |
| Лазуренко Микола Якович              | |          |
| Левицький Михайло Васильович         | завідувач інформаційного відділу ЦК КП(б)У                                                                 |          |
| Логоміно Володимир Сергійович        | |          |
| Лупиніс Пелагія Леонтіївна           | |          |
| Мазур Розалія Михайлівна             | |          |
| Макаревич Омелян Андрійович          | голова Всеукраїнського комітету радянських торговельних службовців                                         |          |
| Максимов Наум Максимович             | |          |
| Маркітан Павло Пилипович             | завідувач Головполітпросвіту Народного комісаріату освіти Української РСР                                  |          |
| Марченко Яким Максимович             | |          |
| Мельник Олександр Олексійович        | |          |
| Михайлик Михайло Васильович          | заступник народного комісара юстиції і Генерального прокурора УСРР                                         |          |
| Мишков Микола Гордійович             | начальник металопромислового відділу і заступник голови Вищої ради народного господарства УСРР             |          |
| Мізерницький Олександр Михайлович    | голова Всеукраїнської профспілки робітників просвіти                                                       |          |
| Налімов Михайло Миколайович          | відповідальний секретар Бердичівського окружного комітету КП(б)У                                           |          |
| Ноцек Семен Іларіонович              | |          |
| Овдієнко Меланія Андронівна          | |          |
| Пахомов Яків Захарович               | заступник наркома робітничо-селянської інспекції УСРР                                                      |          |
| Петренко Григорій Сергійович         | |          |
| Пилипчук Григорій Кирилович          | |          |
| Плахотников Андріан Іванович         | заступник народного комісара праці УСРР                                                                    |          |
| Плачинда Іван Семенович              | відповідальний секретар Уманського окружного комітету КП(б)У                                               |          |
| Приходько Антон Терентійович         | заступник народного комісара освіти УСРР                                                                   |          |
| Прокопов Василь Георгійович          | |          |
| Репітін Микола Йосипович             | |          |
| Річицький Андрій                     | завідувач сектору соціально-економічної літератури, головний редактор Державного видавництва України       |          |
| Ряппо Ян Петрович                    | заступник народного комісара освіти УСРР                                                                   |          |
| Саулевич Ян Домінікович              | заступник голови Центральної комісії національних меншин при ВУЦВК                                         |          |
| Сбежнєв Дмитро Федорович             | голова Сталінської міської ради                                                                            |          |
| Свистун Пантелеймон Іванович         | відповідальний секретар Сумського окружного комітету КП(б)У                                                |          |
| Семковський Семен Юлійович           | академік, керівник кафедри філософії Всеукраїнської асоціації марксистсько-ленінських інститутів (ВУАМЛІН) |          |
| Синьков Костянтин Михайлович         | уповноважений Народного комісаріату пошт і телеграфів СРСР при РНК УСРР                                    |          |
| Скалига Никифор Пилипович            | голова правління спілки «Сільський господар», заступник народного комісара земельних справ УСРР            |          |
| Скоков Іван Якович                   | |          |
| Слинько Іван Федотович               | заступник народного комісара внутрішніх справ УСРР                                                         |          |
| Смирнов Олексій Ілліч                | |          |
| Соболь Наум Лазарович                | відповідальний секретар Зінов'євського окружного комітету КП(б)У                                           |          |
| Степанюк Неоніла Ананіївна           | |          |
| Суханов Олександр Никифорович        | відповідальний секретар Кременчуцького окружного комітету КП(б)У                                           |          |
| Суховоленко Михайло Гаврилович       | |          |
| Таран Феодосій Прохорович            | заступник відповідального редактора газети «Комуніст»                                                      |          |
| Ткаченко Остап Якович                | відповідальний секретар Шевченківського окружного комітету КП(б)У                                          |          |
| Федоров Ілля Павлович                | голова Одеської окружної ради профспілок                                                                   |          |
| Федотов Костянтин Якович             | заступник народного комісара землеробства УСРР                                                             |          |
| Фесенко Гнат Панасович               | |          |
| Хвиля Андрій Ананійович              | завідувач відділу преси ЦК КП(б)У                                                                          |          |
| Хорольський Дем’ян Семенович         | |          |
| Храмов Володимир Іванович            | член Колегії Народного комісаріату робітничо-селянської інспекції УСРР                                     |          |
| Циганенко Михайло Пилипович          | |          |
| Чайко Лука Васильович                | |          |
| Чугунов Андрій Миколайович           | |          |
| Шевченко Яків Гнатович               | |          |
| Юрченко Григорій Пилипович           | |          |
| Якубенко Гнат Іванович               | заступник голови правління Вукоопспілки                                                                    |          |

13 квітня 1927 року головою Всеукраїнського Центрального Виконавчого Комітету УСРР обраний Петровський Григорій Іванович, секретарями ВУЦВК УСРР обрані Буценко Панас Іванович та Власенко Степан Наумович. 
Обрані членами Президії ВУЦВК УСРР: Петровський Григорій Іванович, Буценко Панас Іванович, Власенко Степан Наумович, Каганович Лазар Мойсейович, Затонський Володимир Петрович, Скрипник Микола Олексійович, Радченко Андрій Федорович, Сербиченко Олександр Калістратович, Поляков Василь Васильович, Полоз Михайло Миколайович, Порайко Василь Іванович, Балицький Всеволод Аполлонович, Буздалін Сергій Феоктистович, Ломов (Оппоков) Георгій Іполитович, Доронін Василь Іванович, Акулов Іван Олексійович, Пілацька Ольга Володимирівна, Ус Степан Панасович, Гапоненко Яків Федорович, Бовтун Олександр Панасович, Король Іван Олександрович.
Кандидатами у члени Президії ВУЦВК обрані: Гулий Костянтин Макарович, Терехов Роман Якович, Левкович Марія Остапівна, Кожухов Іван Кристанович, Гаврилов Іван Андрійович, Старий Григорій Іванович, Любченко Панас Петрович, Лісовик Олександр Григорович, Фінковський Олексій Іванович, Рижов Володимир Костянтинович.